# 프롬 나이트
《프롬 나이트》(영어: Prom Night)는 캐나다, 미국에서 제작된 넬슨 매코믹 감독의 2008년 슬래셔 영화이다. 《졸업 파티》(1980) 영화 시리즈 리부트작이다. 브리트니 스노 등이 출연하였고, 닐 H. 모리츠 등이 제작에 참여하였다.

## 출연
- 브리트니 스노
- 스콧 포터
- 제시카 스트로프
- 데이나 데이비스
- 콜린스 페니
- 켈리 블래츠
- 제임스 랜슨
- 브리앤 데이비스
- 켈런 러츠
- 메리 마라
- 밍나 원
- 조너선 셱
- 이드리스 엘바
- 제슬린 길시그
- 린든 애슈비
- 재나 크레이머
- 레이철 스펙터
- 로리 하이링
- 조슈아 레너드

## 기타 제작진
- 배역: 린지 헤이스 크루거, 데이비드 래퍼포트
- 미술: 존 게리 스틸
- 의상: 린 파울로